# 姜异康
姜异康（1953年1月9日—），山东招远人，中国共产党及中华人民共和国官员，中国共产党第十六届中央候补委员，第十七、十八届中央委员。曾任中共山東省委書記。

## 生平
1969年12月参加中国人民解放军，1970年12月加入中国共产党。1969年12月至1974年2月，任新疆军区9902部队战士、副班长。1974年2月至1975年7月，任山东电影机械厂工人、车间党支部副书记。1975年7月至1981年2月，任中共济南市委宣传部办公室干事。1981年2月至1982年12月，在山东师范大学干部专修科中文专业学习。1982年12月至1984年2月，任中共济南市委研究室干事。1984年2月至1985年12月，任中共济南市委办公室科长、副县级秘书。
1985年12月至1988年3月，任中共中央办公厅秘书局文电处、收发处干部、副处长。1988年3月至1990年12月，任中共中央办公厅秘书局副局长。其间，1988年9月至1990年7月在中南海业余大学行政管理专业学习。1990年12月至1993年5月，任中直管理局常务副局长。1993年5月至1995年7月，任中直管理局局长。1995年7月至1997年4月，任中共中央办公厅副主任兼中直管理局局长。其间，1993年3月至1995年12月在职攻读中南工业大学管理工程硕士。1997年4月至2000年10月，任中共中央办公厅副主任兼中直管理局局长，中央精神文明建设指导委员会委员、办公室副主任。2000年10月至2002年10月，任中共中央办公厅副主任，中央精神文明建设指导委员会委员、办公室副主任。
2002年10月，任中共重庆市委副书记，2002年11月兼任中共重庆市委党校校长，2005年5月兼任中共重庆市委移民工委书记。其间，2005年11月至2006年1月在中央党校第38期省部级干部进修班A班学习。2006年7月，中共中央批准，姜异康不再担任中共重庆市委副书记、常委、委员职务。
2006年7月，姜异康任国家行政学院党委书记、常务副院长，晋升正部级。
2008年3月31日，姜异康调回家乡山东，出任中共山东省委书记，此后一直担任该职长达9年，是中华人民共和国成立以来在任时间最长的山东省委书记。2009年2月，当选山东省人大常委会主任。2017年4月1日，卸任中共山东省委书记。2017年4月，任全国人民代表大会财政经济委员会副主任委员。
姜异康是中共第十六届中央候补委员，第十七、十八届中央委员，第九届全国政协委员，第十届全国人大山东地区补选代表、第十一、十二届全国人大重庆地区代表。